# Henryk Trzebiński
Henryk Trzebiński (ur. 12 marca 1905 w Łodzi, zm. 17 grudnia 1964 w Bydgoszczy) – polski adwokat, dziennikarz i polityk, redaktor naczelny Ilustrowanego Kuriera Polskiego (1946–1949), poseł w latach 1946–1952 (do Krajowej Rady Narodowej oraz na Sejm Ustawodawczy).

## Życiorys
Urodził się w rodzinie robotniczej. W dzieciństwie mieszkał z matką w Zagłębiu Dąbrowskim. Po ukończeniu gimnazjum klasycznego w Bydgoszczy podjął studia na Wydziale Prawno-Ekonomicznym Uniwersytetu Poznańskiego. Po powrocie do Bydgoszczy zaangażował się w działalność w lokalnych strukturach ZMP „Jedność” oraz NPR, której członkiem pozostawał od 1923. Pisywał również do lokalnej prasy narodowej: „Prawdy” i „Dziennika Bydgoskiego”. Od 1937 zasiadał w Radzie Naczelnej Stronnictwa Pracy. Pracował jako adwokat, od 1937 praktykował w Bydgoszczy. Wcześniej był m.in. aplikantem adwokackim w Kcyni. W 1938 bronił Zygmunta Felczaka w procesie o zniesławienie Marszałka Piłsudskiego i Prezydenta Mościckiego. W tym samym roku objął mandat radnego Bydgoszczy – był prezesem Klubu SP w Radzie Miejskiej.
W czasie II wojny światowej redagował w Warszawie gazetę AL „Za waszą wolność i naszą”. W 1945 po raz kolejny znalazł się w Bydgoszczy, gdzie zakładał spółdzielnię „Zryw” wydającą Ilustrowany Kurier Polski. Rok później został redaktorem naczelnym gazety. Działał w SP – w grupie związanej z Zygmuntem Felczakiem (był m.in. wiceprezesem Zarządu Głównego oraz członkiem Rady Naczelnej). W 1946 uzyskał nominację na stanowisko wicewojewody pomorskiego, urząd pełnił do 1950. W latach 1948–1951 znajdował się w obszarze zainteresowań WUBP jako działacz grupy „zrywowców” niechętnych Feliksowi Widy-Wirskiemu.
W 1946 zasiadł w Krajowej Radzie Narodowej na miejscu zmarłego Zygmunta Felczaka. Rok później został wybrany w skład Sejmu Ustawodawczego, którego był sekretarzem. W 1950 przeszedł wraz z siedmioma innymi posłami SP do Stronnictwa Demokratycznego, gdzie kierował Wydziałem Kulturalno-Oświatowym Wojewódzkiego Komitetu w Bydgoszczy. W 1953 został wykluczony z partii, praktykował jako adwokat w rodzinnej Bydgoszczy.